# Яковенко Іван Вікторович
Іва́н Ві́кторович Якове́нко (13 березня 1989 — 29 січня 2015) — солдат Збройних сил України, учасник російсько-української війни.

## Життєпис
Закінчив Долинську ЗОШ № 1.
В часі війни — номер обслуги гаубичної самохідної артилерійської батареї 3-го механізованого батальйону, 17-та окрема танкова бригада.
29 січня 2015-го загинув поблизу Ольховатки, зазнавши смертельного осколкового поранення під час артилерійського обстрілу терористами.
Похований в місті Долинська. Без Івана лишилися батьки.

## Нагороди та вшанування
- Указом Президента України № 282/2015 від 23 травня 2015 року, «за особисту мужність і високий професіоналізм, виявлені у захисті державного суверенітету та територіальної цілісності України, вірність військовій присязі», нагороджений орденом «За мужність» III ступеня (посмертно)[1].
- 1 вересня 2015 року у Долинській ЗШ І-ІІІ ступенів № 1, де навчався Іван, йому відкрили меморіальну дошку[2].
- Вшановується в меморіальному комплексі «Зала пам'яті», в щоденному ранковому церемоніалі 29 січня[3][4].